# Limassolla rubrolimbata
Limassolla rubrolimbata är en insektsart som beskrevs av Zhang och Chou 1988. Limassolla rubrolimbata ingår i släktet Limassolla och familjen dvärgstritar. Inga underarter finns listade i Catalogue of Life.